# Центральное кладбище (Шахты)
Центральное кладбище — кладбище в городе Шахты Ростовской области.

## История
Центральное кладбище Шахт расположено недалеко от центра города и расположено вдоль Северо-Кавказской железной дороги. До 1930-х годов городское кладбище находилось на территории нынешнего Александровского парка.
На этом кладбище находится братская могила шахтеров, погибших на Нежданной шахте в 1937 году, а также братская могила воинов, погибших в годы Великой Отечественной войны. На кладбище похоронен двукратный олимпийский чемпион Василий Алексеев.
С 2012 года на территории некрополя действует деревянный храм-часовня Сергия Радонежского, где проходят богослужения.
В настоящее время на Центральном кладбище производятся захоронения только в семейные могилы.